# Akella
Akella ist ein Entwickler und Publisher von Computer- und Videospielen mit Sitz in Moskau, Russland. Akella gründete sich 1995. Das Unternehmen besteht aus fünf eigenen Entwickler-Teams, einer Publishingabteilung, einer Distributionsabteilung, einer Abteilung für Lokalisation sowie einer Abteilung für Qualitätssicherung.
Akella war das erste Studio, das offiziell ein Computerspiel in Russland entwickelte und auf den Markt brachte. So verhalfen sie dem osteuropäischen Spielemarkt mit Spielen wie Sea Dogs oder Fluch der Karibik zu hoher Anerkennung und Popularität. Auch daher wurde Akella mehrfach als bester Lokalisator Russlands bezeichnet.

## Spiele
Akella hat über 300 verschiedene Unterhaltungsprodukte veröffentlicht, darunter:
- Sea Dogs (2000)
- Age of Sail 2 (2001)
- Fluch der Karibik Spiel zum Film (2003)
- Sabotain: Break the Rules (2004)
- Metalheart: Replicants Rampage (2005)
- Evil Days of Luckless John (2006)
- Tanita: Plasticine Dream (2006)
- Age of Pirates: Caribbean Tales (2006)
- Empire Above All (2006)
- Tarr Chronicles (2007)
- Galactic Assault: Prisoner of Power (2007)
- Age of Pirates 2: City of Abandoned Ships (2009)
- Disciples 3: Renaissance (2010)